# Effeldertal
Das Naturschutzgebiet Effeldertal liegt im Landkreis Sonneberg in Thüringen. Es erstreckt sich westlich und südwestlich von Effelder entlang der Effelder, eines Nebenflusses der Itz. Am südwestlichen Rand des Gebietes verläuft die Landesgrenze zu Bayern, südlich erstreckt sich der 94 ha große Froschgrundsee. Südlich und südwestlich erstreckt sich das 41,85 ha große Naturschutzgebiet Itztal und Effeldertal bei Weißenbrunn vorm Wald (im Landkreis Coburg, Oberfranken, Bayern).

## Bedeutung
Das 180,1 ha große Gebiet mit der NSG-Nr. 247 wurde im Jahr 1998 unter Naturschutz gestellt.